# Armend Dallku
Armend Dallku   (Pristina i Vushtrri, 16 de juny de 1983) és un exfutbolista albanès-kosovar de la dècada de 2010.
Fou 64 cops internacional amb la selecció albanesa.
Pel que fa a clubs, defensà els colors de Prishtina i Vorskla Poltava.